# Običajno pravo
Običajno pravo je skup običaja kojima izvor nije u nekom pravnom propisu pa djeluju kao samostalan izvor prava. Nastaje ponavljanim vršenjem ili propustima koje prati pravna svijest (latinski opinio iuris). Ono nastaje tako da se u određenom smislu postupa duže vrijeme, nema protivnog postupanja i da se na temelju toga stvorilo uvjerenje kako se takvim postupanjem ispunjava pravna dužnost, a da je protivno postupanje kršenje norme. Običajno pravo nastaje stalnim vršenjem duže vrijeme, ali može nastati i za kratko vrijeme, ako je mali broj presedana stvorio uvjerenje u pravnu obvezatnost nekog ponašanja. 